# Задойный, Василий Григорьевич
Василий Григорьевич Задойный  (1928 — 17 марта 1997) — советский передовик производства в сельском хозяйстве. Герой Социалистического Труда (1973).

## Биография
Родился в селе Каинсай (ныне — Адамовский район Оренбургской области) в крестьянской семье.
Окончил семь классов Аниховской неполной средней школы. В 1943 году в период Великой Отечественной войны начал трудовую деятельность токарем на Аниховской машинно-тракторной станции Адамовского района Чкаловской области.
С 1953 года после окончания курсов комбайнеров при Халиловской школе механизации сельского хозяйства стал работать комбайнёром Аниховской машинно-тракторной станции, а с 1957 года — комбайнёром в совхозе «Аниховский».
11 января 1957 года «за отличие в труде» Указом Президиума Верховного Совета СССР В. Г. Задойный был награждён Орденом Трудового Красного Знамени.
Не отрываясь от производства, заочно окончил сельскохозяйственный техникум. В 1966 году, работая на самоходном комбайне СК-4, убрал зерновые на площади 1452 гектара, намолотил почти — 13 000 центнеров хлеба.
19 апреля 1967 года Указом Президиума Верховного Совета СССР «за достигнутые успехи в увеличении производства и заготовок зерна в 1966 году» Василий Григорьевич Задойный был удостоен звания Героя Социалистического Труда с вручением Ордена Ленина и золотой медали «Серп и Молот».
В. Г. Задойный выполнил восьмую пятилетку (1966—1970) — за два года, а девятую (1971—1975) — за два года и пять месяцев. В. Г. Задойный создал и возглавил одно из первых в области хлеборобских звеньев, которое в первый же сезон намолотило более 45000 центнеров зерна.
8 апреля 1971 года и 23 декабря 1976 года «за отличие в труде» Указом Президиума Верховного Совета СССР В. Г. Задойный был награждён Орденом Трудового Красного Знамени и Орденом Ленина.
Помимо основной деятельности избирался депутатом Оренбургского областного Совета народных депутатов и членом Адамовского райкома КПСС.
После выхода на пенсию жил в селе Аниховка.
Скончался 17 марта 1997 года. Похоронен на Аниховском сельском кладбище.

## Награды
- Медаль «Серп и Молот» (19.06.1967)
- Орден Ленина (19.06.1967, 23.12.1976)
- Орден Трудового Красного Знамени (11.01.1957, 8.04.1971)
- Медали ВДНХ